# Ołeksandr Filajew
Ołeksandr Jewhenowycz Filajew, ukr. Олександр Євгенович Філяєв, ros. Александр Евгеньевич Филяев, Aleksandr Jewgienjewicz Filajew (ur. 26 sierpnia 1934 w Łosinoostrowsku, w obwodzie moskiewskim, Rosyjska FSRR, zm. 21 czerwca 2019 we Lwowie) – ukraiński piłkarz pochodzenia rosyjskiego, grający na pozycji napastnika.

## Kariera piłkarska

### Kariera klubowa
W 1953 zadebiutował w podmoskiewskiej drużynie Zienit z miasta Kaliningrad, skąd trafił do Lokomotiwu Moskwa. W 1957 przyszedł do SKWO Lwów, który później zmienił nazwę na SKA Lwów. Kiedy w 1963 powstał klub Karpaty Lwów został zaproszony do jego składu, i wybrany pierwszym kapitanem drużyny. Ostatnim klubem w karierze piłkarza był Naftowyk Drohobycz, w którym w 1965 zakończył swoje występy.

## Kariera trenerska
Po zakończeniu kariery piłkarskiej rozpoczął pracę na stanowisku asystenta trenera w rodzimym klubie Karpaty Lwów. Również trenował w Naftowyku Drohobycz. Mieszkał we Lwowie, gdzie pracował jako nauczyciel w.f. w szkole nr 6.

## Sukcesy i odznaczenia
- Jest pierwszym kapitanem w historii klubu Karpaty Lwów.
- Jest autorem pierwszego hat-tricku w historii klubu Karpaty Lwów - 20 czerwca 1963 (5, 7, 52 min.)[potrzebny przypis].